# Nicușor Bancu
Nicușor Silviu Bancu (ur. 18 września 1992 w Crâmpoii) – rumuński piłkarz grający na pozycji lewego pomocnika. Od 2014 jest zawodnikiem klubu Universitatea Krajowa.

## Kariera piłkarska
Swoją karierę piłkarską Bancu rozpoczął w 2010 roku w klubie Olt Piatra-Olt. W 2011 został zawodnikiem FC Olt Slatina. 17 września 2011 zadebiutował w nim w zremisowanym 0:0 wyjazdowym meczu drugiej ligi rumuńskiej z CS Turnu Severin. W FC Olt Slatina występował przez trzy sezony.
Latem 2014 Bancu przeszedł do pierwszoligowej Universitatei Krajowa. W jej barwach zadebiutował 25 lipca 2014 w zremisowanym 1:1 domowym meczu z Pandurii Târgu Jiu. 22 września 2014 strzelił pierwszego gola w lidze rumuńskiej w zwycięskim 2:0 wyjazdowym spotkaniu z Universitateą Kluż. W sezonie 2017/2018 zdobył z Universitateą Puchar Rumunii (wystąpił w wygranym 2:0 finale z FC Hermannstadt). Z kolei w sezonie 2019/2020 wywalczył z tym klubem wicemistrzostwo kraju.
| Sezon   | Klub                  | Kraj    | Rozgrywki | Mecze | Gole |
| ------- | --------------------- | ------- | --------- | ----- | ---- |
| 2011/12 | FC Olt Slatina        | Rumunia | Liga II   | 15    | 1    |
| 2012/13 | FC Olt Slatina        | Rumunia | Liga II   | 23    | 4    |
| 2013/14 | FC Olt Slatina        | Rumunia | Liga II   | 31    | 4    |
| 2014/15 | Universitatea Krajowa | Rumunia | Liga I    | 13    | 1    |
| 2015/16 | Universitatea Krajowa | Rumunia | Liga I    | 32    | 3    |
| 2016/17 | Universitatea Krajowa | Rumunia | Liga I    | 35    | 3    |
| 2017/18 | Universitatea Krajowa | Rumunia | Liga I    | 34    | 3    |
| 2018/19 | Universitatea Krajowa | Rumunia | Liga I    | 33    | 4    |
| 2019/20 | Universitatea Krajowa | Rumunia | Liga I    | 31    | 4    |

## Kariera reprezentacyjna
W reprezentacji Rumunii Bancu zadebiutował 8 października 2017 w zremisowanym 1:1 meczu eliminacji do MŚ 2018 z Danią, rozegranym w Kopenhadze. W 66. minucie tego meczu zmienił Constantina Budescu.